# Friedrich-Wilhelm von Chappuis
Friedrich-Wilhelm von Chappuis (Schubin, 13 settembre 1886 – Magdeburgo, 27 agosto 1942) è stato un generale tedesco della Wehrmacht durante la seconda guerra mondiale.

## Biografia

### Origini e prima guerra mondiale
Friedrich-Wilhelm proveniva dalla nobile famiglia dei von Chappuis. Era figlio del sottosegretario di stato Hermann von Chappuis (1855-1925) e di sua moglie Lucie, nata Kiehn.
Il 6 marzo 1906 entrò nell'esercito imperiale tedesco come alfiere nel Garde-Grenadier-Regiment Nr. 5 ed il 27 gennaio 1907 fu promosso tenente in questo reggimento. Durante la prima guerra mondiale, venne promosso a primo tenente il 19 giugno 1914, come aiutante di campo nel 2° battaglione e raggiunse il grado di capitano il 24 giugno 1915. Dal 1917, prestò servizio come ufficiale presso lo stato maggiore della 206. Infanterie-Division. Fu ferito più di due volte durante la guerra, ricevette il distintivo di Ferita in ferro, entrambi le Croci di Ferro, e la Croce di Cavaliere con Spade dell'Ordine Reale Prussiano di Hohenzollern; combatté sia sul fronte occidentale che su quello orientale.

### Periodo interbellico
Dopo la guerra entrò nei Freikorps e represse diverse rivolte spartachiste, liberando Spandau. Nel 1919, fu nominato capitano nel Reichswehr, nel Reichswehr-Schützen-Regiment 4 e dall'autunno del 1920 divenne comandante di compagnia nel 4. (Preuß.) Infanterie-Regiment. Dal 1° ottobre 1921, fu assegnato allo stato maggiore del Gruppenkommando 1 a Berlino e nella primavera del 1922, fu trasferito al ministero della difesa, mentre dal 1923 fu assegnato allo stato maggiore della 5. Division der Reichswehr a Stoccarda fino alla fine del 1925. Il 1° gennaio 1926 fu trasferito al 15. Infanterie-Regiment come comandante dell'8° compagnia e fu promosso a maggiore il 1° febbraio 1928. Il 1° febbraio 1930 fu trasferito allo stato maggiore della 1. Division der Reichswehr a Königsberg, dove fu promosso a tenente colonnello il 1° febbraio 1933 e a metà settembre 1934, fu nominato comandante del 5. (Preuß.) Infanterie-Regiment. Il 1° ottobre 1934 fu promosso a Oberst e comandò l'Infanterie-Regiment Stettin. Con la nascita della Wehrmacht, comandò l'Infanterie-Regiment 5 dal 15 ottobre 1935, fino al 1° marzo 1938, quando cedette il comando all'Oberst Erich Buschenhagen.

### Seconda guerra mondiale

#### Campagna di Polonia e di Francia
Il 1° aprile 1938 fu promosso a Maggior Generale e contemporaneamente nominato capo di stato maggiore del XIV. Armeekorps, con cui partecipò alla campagna di Polonia, dopo la quale ottenne entrambe le fibbie della croce di ferro. Il 6 ottobre 1939, succedette al Maggior Generale Walter Behschnitt come comandante della 15. Infanterie-Division ed in quanto tale, fu promosso Tenente Generale il 1° gennaio 1940. Nella primavera del 1940, guidò la sua divisione nella campagna di Francia, attraversando con successo l'Aisne, riuscendo a formare una testa di ponte ed il 15 agosto 1940, per questa impresa, gli fu conferita la Croce di Cavaliere della Croce di Ferro.

#### Fronte orientale
Il 12 agosto 1940, lasciò il comando della divisione e assunse il comando della nuova 16ª Divisione di Fanteria Motorizzata. Il 15 marzo 1941 gli fu assegnato il comando del Generalkommandos XXXVIII. Armeekorps ed il 1° aprile 1941 fu promosso General der Infanterie ed in quanto tale, divenne comandante del XXXVIII. Armeekorps, con il quale prese parte all'operazione Barbarossa. Nell'aprile 1942, dopo la battaglia di Volchov, fu sollevato dal suo incarico e sostituito da Siegfried Hänicke. Venne trasferito nella riserva dell'Oberkommando des Heeres e si ritirò nella sua casa privata a Magdeburgo.

### Morte
Fu profondamente colpito dal sollevamento dell'incarico ed il 27 agosto 1942, alle 9:40, tentò il suicidio nel suo appartamento sparandosi alla tempia; quando la notizia fu resa nota, il maggiore generale Otto-Tile von Kalm, si recò nell'appartamento del generale con il medico della guarnigione, il colonnello Dr. Gehrig ed il maggiore Holstein del Generalkomamndo XIV. Armeekorps. Poiché mostrava ancora segni di vita, fu trasportato all'Ospedale di Riserva di Magdeburgo, dove morì circa due ore dopo senza riprendere conoscenza. Il giudice della corte marziale, il Dr. Weber, stabilì chiaramente che si trattava di suicidio. Il Colonnello Dr. Lambert, comandante del dipartimento medico di Magdeburgo, ordinò la dissezione del corpo. Il suo corpo fu poi trasportato a Berlino il 29 agosto 1942, poiché aveva desiderato essere sepolto nella cripta di famiglia.

### Funerale
Fu sepolto martedì 1° settembre 1942, alle 16:00, nel Kaiser-Wilhelm-Gedächtnis-Friedhof a Berlino-Charlottenburg. Lo Stellvertretenden Generalkommando XI. Armeekorps, il Generalkomamndo XIV. Armeekorps ed il Führer ordinarono delle corone per il funerale, anche lo Stellvertretenden Generakommando III. Armeekorps ne offrì una. I membri del Corpo d'Armata presenti al funerale includevano la banda, una compagnia per il saluto, quattro ufficiali come guardia d'onore alla bara, otto sottufficiali come portatori di bare, dodici portacorone e un ufficiale come porta-cuscino di medaglia. La corona del Führer doveva essere deposta dal Tenente Generale Paul von Hase.

## Onorificenze

### Onorificenze tedesche[4]
Il seguente articolo di stampa fornisce un resoconto aggiuntivo sulle sue azioni per la Croce di Cavaliere: